# Quarteira
Quarteira – sołectwo (port. freguesia) i zarazem miasto w południowej Portugalii, w regionie Algarve, podregionie Algarve, dystrykcie Faro, gminie Loulé. Zlokalizowana bezpośrednio nad Oceanem Atlantyckim, na wybrzeżu Algarve (Costa do Algarve). Jeden z najpopularniejszych portugalskich kurortów turystycznych.
Prawa miejskie nadano jej 13 maja 1999. Miasto zajmuje powierzchnię 38,16 km² (tworzy je jedno sołectwo - Quarteira), w 2011 liczyło 21 798 mieszkańców.

## Turystyka
W granicach sołectwa miejskiego Quarteira znajduje się duży kompleks turystyczny Vilamoura, który jest największym i najstarszym tego typu obiektem w gminie Loulé (powierzchnia 1600 ha, utworzony w połowie lat 60. XX wieku). W skład Vilamoury wchodzi również port jachtowy Marina Vilamoura.
Ten fragment portugalskiego wybrzeża słynie z długich, szerokich i piaszczystych plaż. Na terenie Quarteiry znajdują się cztery plaże o łącznej długości ponad 2 kilometrów: Praia de Vilamoura, Praia de Quarteira, Praia de Loulé Velho, Praia do Trafal. Wszystkie posiadają kategorię Błękitnej Flagi.
W mieście funkcjonuje sporo hoteli 4 i 5-gwiazdkowych, kasyno oraz liczne kluby nocne.

## Atrakcje
- rzymskie ruiny Cerro da Vila w pobliżu portu jachtowego Vilamoura
- 16-metrowa latarnia morska Vilamoura z 1981
- wodny park rozrywki Aquashow

## Liczba mieszkańców
| 1920  | 1930  | 1940  | 1950  | 1960  | 1970  | 1981  | 1991   | 2001   | 2011   |
| 2 262 | 2 500 | 3 083 | 3 779 | 3 798 | 3 323 | 7 867 | 10 275 | 16 129 | 21 798 |